# Mikael Strandberg (skådespelare)
Mikael Strandberg, född 7 maj 1954 i Uppsala, död 9 december 2000 i Skillinge, var en svensk skådespelare, teaterledare och regissör.
Strandberg var son till skådespelarna Jan-Olof Strandberg och Anita Blom. Han avled i cancer.
Mikael Strandberg är begravd på Östra Hoby kyrkogård.

## Filmografi
- 1993 – Macklean (TV-serie)
- 1994 – Good Night Irene
- 1996 – Asmodeus (TV)
- 1997 – Svensk roulette

## Teater

### Roller (ej komplett)
| År   | Roll                                            | Produktion                                                 | Regi            | Teater                    |
| ---- | ----------------------------------------------- | ---------------------------------------------------------- | --------------- | ------------------------- |
| 1975 |                                                 | Prästkappan Sven Delblanc                                  | Ulf Fredriksson | Uppsala-Gävle Stadsteater |
| 1987 | Udi                                             | Tystnad Tagning! (הפלשתינאית, Ha-Palestinait) Joshua Sobol | Gunilla Berg    | Helsingborgs stadsteater  |
| 1987 | Arthur                                          | En triangel (The Trigon) James Broom-Lynne                 | Anita Blom      | Helsingborgs stadsteater  |
| 1988 | Narren                                          | Kung Lear (King Lear) William Shakespeare                  | Anita Blom      | Helsingborgs stadsteater  |
| 1989 | Uberto Giorgio Orlando Vinzenzo Lotario Rivetti | En familjeaffär (A Small Family Business) Alan Ayckbourn   | Herman Ahlsell  | Helsingborgs stadsteater  |
| 1989 | Ängeln                                          | Heliga Birgittas farliga lekar Johanna Enckell             | Anita Blom      | Helsingborgs stadsteater  |
| 1990 | Husbonden                                       | Jacques och hans husbonde (Jakub a jeho pán) Milan Kundera | Hans Polster    | Helsingborgs stadsteater  |
| 1990 | Kaptenen                                        | Pedro och kaptenen (Pedro y el capitán) Mario Benedetti    | Hans Polster    | Helsingborgs stadsteater  |